# Damaszkuszi nemzetközi repülőtér
A Damaszkuszi nemzetközi repülőtér Szíria legnagyobb és legforgalmasabb repülőtere, nemzetközi repülőtér, egyben Damaszkusz repülőtere, a várostól 25 km-re délkeletre helyezkedik el. Hivatalosan az 1970-es években nyílt meg. Az utasforgalom folyamatosan nő. 2004-ben becslések szerint 3,2 millió utas fordult meg itt.

## Légitársaságok és úticélok
| Légitársaság                    | Célállomások |
| ------------------------------- | --- |
| Badr Airlines                   | Khartoum |
| Cham Wings Airlines             | Abu Dhabi, Aleppo, Baghdad, Bahrain, Basra, Beirut, Benghazi, Erbil, Karachi, Khartoum, Kuwait City, Moscow–Sheremetyevo, Muscat, Najaf, Qamishli, Sharjah, Tehran–Imam Khomeini, Yerevan                       |
| Fly Baghdad                     | Baghdad, Basra, Erbil, Najaf |
| Mahan Air                       | Tehran–Imam Khomeini |
| Pakistan International Airlines | Karachi, Lahore |
| Syrian Air                      | Abu Dhabi, Algiers, Amman–Queen Alia, Baghdad, Beirut, Cairo, Doha, Dubai–International, Khartoum, Kuwait City, Latakia, Misrata, Vnukovói nemzetközi repülőtér, Najaf, Qamishli, Sharjah, Tehran–Imam Khomeini |
| UR Airlines                     | Baghdad, Najaf |

## Forgalom
Az utasforgalom az elmúlt években az alábbi módon változott:
| 2010 | 5 500 000 |